# 山中大火
山中大火（やまなかたいか）は、1931年（昭和6年）5月7日に石川県江沼郡山中町（現・加賀市）で発生した大火。近代以降の山中町で最も大きな災害で、町の大半を焼失した。

## 経過

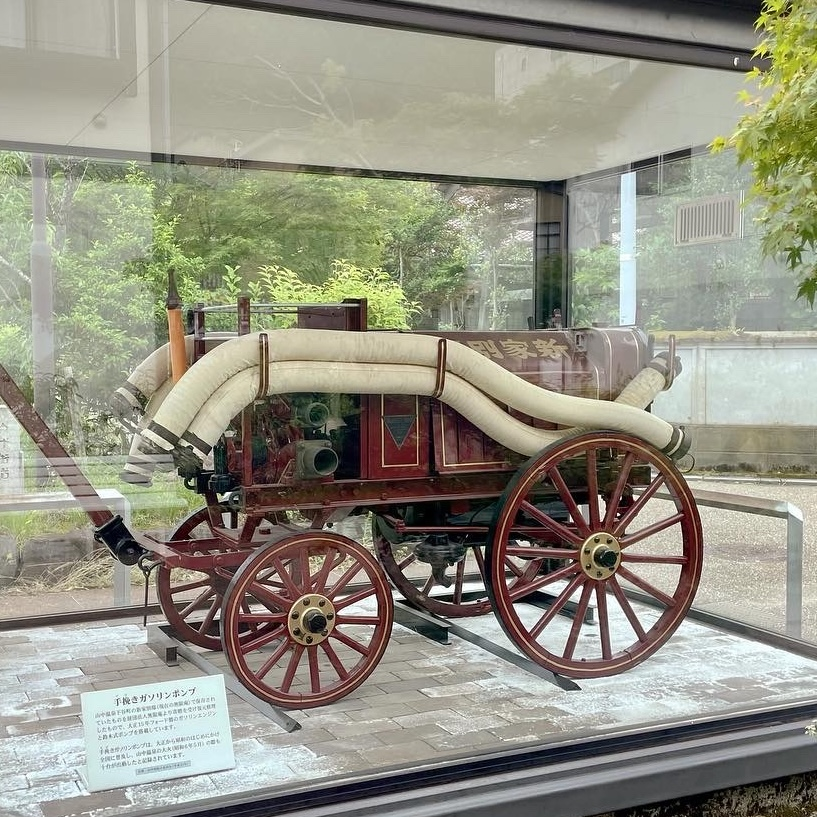
消火活動に使用した手引きガソリンポンプ車両

1931年（昭和6年）5月7日午前2時20分に本町第9区（現在の加賀市山中温泉本町2丁目付近）より出火し、午前7時15分に鎮火。一夜のうちに町の3分2を消失する。

## 原因
火の不始末により出火。被害拡大の主な原因は以下とされている。
1. フェーン現象と重なり火の勢いが増したこと[1]
2. 消失前の山中町は家屋が密集し道幅の狭い細長い街であったこと[3]
3. 防火水道の機能不全[4]

## 被害
被害の概要（焼失家屋数は文献により異なる）
- 被害額：約600万円[1][2]
- 焼失家屋：721戸（加賀市の調べ）[3] または800戸（山中町の調べ）[5]
- 火災による死者：2名[1][2]
- 重症者：2名[1][2]
- 軽傷者：1名[1][2]

主な消失建物は、温泉旅館、郵便局、警察補派出所、町役場、裁判所出張所、駅舎、白山神社、小学校、伝染病院、自転車製造会社、瓦期会社、銀行、運送会社など、町の主要施設も多く被害にあった。温泉旅館にいたっては、五名館、吉野家第二別館以外の温泉旅館が全焼。新設の共同浴場（総湯）も失った。山中漆器は全焼。商店は60軒の内53軒焼失。また、焼失した建物の中には、建て替え直後の建物も多くあった。

## 災害時の人の動き
出火直後に駆けつけた北陸本線大聖寺駅駅長によると、出火当時、温泉に入浴中の浴客は約400名いた。妊婦や足腰の悪い高齢者も多くおり、死傷者も出た。また、勢いよく燃え広がる炎を前に、多くの住民は家財道具を持ち出すことも出来ずに避難した。避難先は、物産館の階上、公会堂、昭和クラブ、恩栄寺、灯明寺、または焼け残った親類の家など様々だった。

## 復興
大火翌日の早朝から瓦礫の整理や簡易バラックの制作が始まった。温泉電車山中停留所の焼け残ったホームを利用し、山中駅を開設。消防隊や在廊軍人団、青年訓練所員など、およそ700人が集まり、トラック8台を用いて瓦礫の整理を進めた。一方で、バラックの増設、電話、電灯の電柱の建設も行われた。
好天に恵まれたこともあり、整理は順調に進んだ。江沼郡女子青年団による炊き出しも行われた。
翌年の1932年（昭和7年）、昭和天皇・香淳皇后より、2000円の見舞金が送られる。6月29日には義援金1回分の1万5047円30銭が791世帯に3669人に分配された。
当時日本は、世界恐慌の影響による昭和恐慌で不況のどん底であったため、物価が安かった（民家700円から1500円で二階建ての住宅や店舗を新設することができた。）。
5年後の1936年（昭和11年）には、新築の家屋は628戸に上り、観光客も火災前に比べ3割増加した。ダンスホール、天楼閣など近代的な設備を取り入れ、次々と宿泊施設が再建された。街中には当時珍しいエレベーターを備えた旅館が2軒もあった。全国的にも大規模な観光温泉として復興した。